# كنولان (إمام سقز)
قرية كَنولان (بالكردية: کەنۆڵان) هي إحدى القرى التابعة لـإمام في ريف قسم زيويه من مقاطعة سقز، في محافظة كردستان الإيرانية.

## السكان
حسب إحصاءات سنة 2006، بلغ إجمالي السكان في كَنولان 168 نسمة وعدد المساكن 32 مسكن. لغة سكان كَنولان هي اللغة الكردية و هم من أهل السنة والجماعة والمذهب الشافعي.